# Distrito Escolar Independiente Sheldon

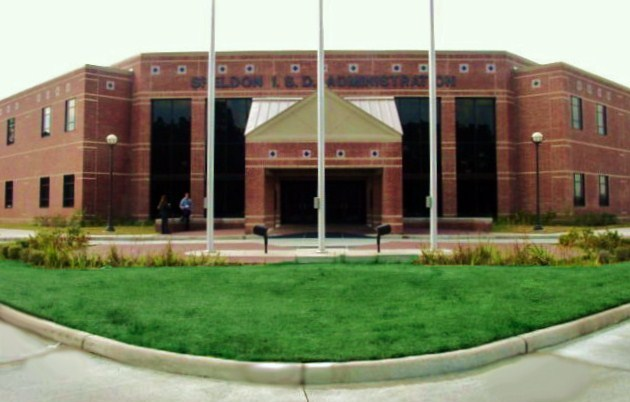
Sede del Sheldon ISD

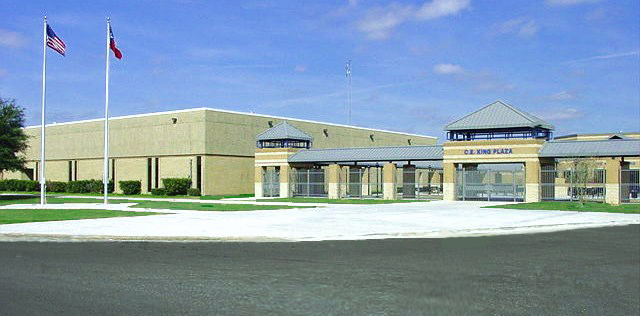
Escuela Preparatoria C. E. King

El Distrito Escolar Independiente Sheldon (Sheldon Independent School District) es un distrito escolar de Texas. Tiene su sede en una área no incorporada en el Condado de Harris, cerca de Houston. Tiene 6,861 estudiantes. El consejo escolar tiene un presidente, un vicepresidente, un secretario, y cuatro miembros. Sirve Sheldon.

## Escuelas
Preparatorias:
- Escuela Preparatoria C. E. King

Intermedias:
- Escuela Intermedia C. E. King
- Escuela Intermedia Michael R. Null

Elementales:
- Escuela Elemental Carroll
- Escuela Elemental Garrett
- Escuela Elemental Monahan
- Escuela Elemental Royalwood
- Escuela Elemental Sheldon

Otras:
- Academia Cravens (Cravens Early Childhood Academy)
- Sheldon Early Childhood Academy